# Aminoboronsäuren
| Von α-Aminoboronsäuren abgeleitete Arzneimittel (Beispiele) |
| Bortezomib (Cytostatikum)                                   |
| Ixazomib (Cytostatikum)                                     |
| Vaborbactam (Antibiotikum)                                  |

(Aminomethyl)boronsäure – einfachste α-Aminoboronsäure

Aminoboronsäuren, meist α-Aminoboronsäuren, bilden eine Stoffgruppe in der organischen Chemie. Sie besitzen strukturelle Ähnlichkeit mit den Aminosäuren, enthalten jedoch anstelle einer Carboxygruppe (–COOH) eine Boronsäuregruppe.
Da sie nur selten in der Natur vorkommen und zu Aminosäuren analog sind, wirken Aminoboronsäure-modifizierte Peptide oftmals als Inhibitoren. Aminoboronsäuren reagieren kovalent mit Hydroxygruppen und bilden dann eine tetraedrische Struktur, die dem tetraedrischen Übergangszustand bei der Proteinbiosynthese und bei der Proteolyse ähneln. Bei den drei in der Tabelle abgebildeten  Carbonsäureamiden, die sich von α-Aminoboronsäuren ableiten, handelt es sich um Arzneistoffe die als Proteaseinhibitoren wirken. Sie reagieren entweder mit Threonin oder Serin im zu hemmenden Protein, beides Aminosäuren mit einer Hydroxygruppe in der Seitenkette.